# Belgische wetgevende verkiezingen 1884
Wetgevende verkiezingen vonden plaats in België in juni en juli 1884, voor respectievelijk gedeeltelijke Kamerverkiezingen en gehele Senaatsverkiezingen. Deze verkiezingen vormden een keerpunt: het sloot een lange periode van liberale hegemonie af en luidde het begin in van katholieke dominantie.

## Verloop

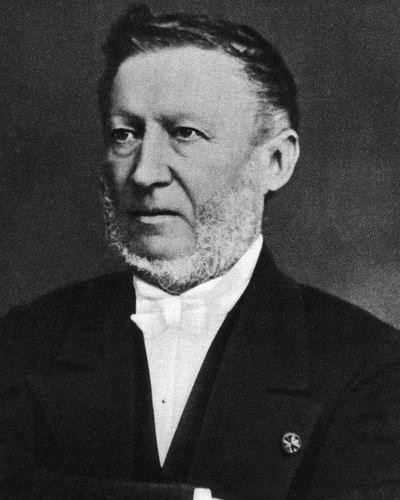
Jules Malou, katholieke leider

De verkiezingen vonden plaats tijdens de eerste schoolstrijd. De zittende liberale regering-Frère-Orban II wilde het onderwijs seculariseren, wat op hevig katholiek verzet stootte.
De (vaste tweejaarlijkse) tussentijdse verkiezingen voor de Kamer van volksvertegenwoordigers werden gehouden op dinsdag 10 juni 1884, met een tweede ronde op dinsdag 17 juni. Onder het alternerende systeem vonden de Kamerverkiezingen enkel plaats in vijf van de tien provincies: Antwerpen, Brabant, Luxemburg, Namen en West-Vlaanderen. Dit waren samen 69 van de 138 Kamerzetels.
De verwachting was dat de liberale meerderheid zou achteruitgaan, zeker na de provinciale verkiezingen van 25 mei 1884. Het resultaat was een nog groter dan verwachte overwinning voor de Katholieke Partij. Vooral Brussel, voorheen veilig liberaal, was doorslaggevend. De regering-Frère-Orban II nam ontslag en werd opgevolgd door de katholieke regering-Malou II (met met name ministers Victor Jacobs en Charles Woeste), die onmiddellijk het Ministerie van Onderwijs afschafte.
De liberalen hadden echter nog steeds een meerderheid in de Senaat, waarvoor er dit jaar geen verkiezingen voorzien waren. Hij werd daarop ontbonden, wat zijn volledige vernieuwing uitlokte. De Senaatsverkiezingen werden daarop op dinsdag 8 juli 1884 gehouden, met een tweede ronde op dinsdag 15 juli. De katholieken wonnen 43 van de 69 zetels.
De verkiezing betekende het einde van de eerste schoolstrijd en het einde van de laatste homogeen liberale regering. De katholieken onder Jules Malou behaalden een absolute meerderheid, die ze zouden behouden tot aan de Eerste Wereldoorlog.

## Kamer van volksvertegenwoordigers
| Partij      | Voor     | Na       | +/- |
| ----------- | -------- | -------- | --- |
| Katholieken | 40 (59)  | 67 (86)  | +27 |
| Liberalen   | 29 (79)  | 2 (52)   | -27 |
| Totaal      | 69 (138) | 69 (138) |     |

Van de 69 Kamerzetels die ter verkiezing stonden bij de tussentijdse verkiezingen op 10 juni 1884:
- 17 zetels hadden katholieke kandidaten zonder tegenkandidaat:
  - In Mechelen (3) werden Louis Lefebvre en Jean Notelteirs herverkozen en werd Victor Emile Fris verkozen ter vervanging van Eugène de Kerckhove, die niet meer opkwam
  - In Turnhout (3) werden Alphonse Nothomb, Jean-Baptiste Coomans en Eugène de Zerezo de Téjada herverkozen
  - In Kortrijk (4) werden Désiré de Haerne, Pierre Tack en Auguste Reynaert herverkozen (Jules Vandenpeereboom werd op 8 juli herverkozen)
  - In Roeselare (2) werden Fernand de Jonghe d'Ardoye en Alberic Descantons de Montblanc herverkozen
  - In Tielt (2) werd Adile Eugène Mulle de ter Schueren herverkozen (Auguste Beernaert werd op 8 juli herverkozen)
  - In Veurne (1) werd Léon Visart de Bocarmé herverkozen
  - In Diksmuide (1) werd Théophile de Lantsheere herverkozen
  - In Bastenaken (1) werd Emile Van Hoorde herverkozen
- 11 zetels waren veilige katholieke zetels:
  - In Leuven (5) werden Alphonse de Becker, Charles Delcour, Louis Halflants en Joseph-Adrien Beeckman herverkozen en werd Edouard De Néeff verkozen ter vervanging van Théodore Smolders, die niet meer opkwam
  - In Ieper (3) werden René Colaert, Félix Berten en Eugène Struye herverkozen
  - In Dinant (2) werden Xavier Victor Thibaut en Hadelin de Liedekerke Beaufort herverkozen
  - In Marche (1) werd Paul de Favereau verkozen ter vervanging van Jules Pety de Thozée, die niet meer opkwam
- 1 zetel was veilig liberaal:
  - In Aarlen (1) werd Victor Tesch herverkozen
- 40 zetels waren strijdzetels:
  - De volgende arrondissementen waren historisch competitief.
    - In Antwerpen (8) werden de katholieken Alfred Guyot, Edward Coremans, Victor Jacobs, Edward Osy de Zegwaart, Eugène Meeus, Jan De Laet en Eugène de Decker herverkozen en werd de zittende liberaal Léopold de Wael verslagen door de katholiek Jean-Baptiste De Winter
    - In Nijvel (4) werden de vier zittende liberalen verslagen door de volgende vier katholieken: Georges Snoy, Léon Pastur, Eugène Dumont en Jules de Burlet (bij Snoy gebeurde dit bij ballotage)
    - In Brugge (3) werd de katholiek Amedée Visart de Bocarmé herverkozen, werd de liberaal Arthur Pecsteen verslagen door de katholiek Léon Ruzette, en werd de katholiek Emile De Clercq verkozen ter vervanging van Eugène-Edouard van Outryve d'Ydewalle, die niet meer opkwam

  - De volgende arrondissementen waren competitief sinds de jaren 1870.
    - In Namen (4) werden de katholieken Charles de Montpellier en Alphonse de Moreau herverkozen en werden de liberalen Philippe Émile Cuvelier en Julien Tournay-Detilleux verslagen door de katholieken Paul de Bruges de Gerpinnes en Ferdinand Dohet
    - In Philippeville (2) werd de katholiek Joseph de Riquet de Caraman Chimay herverkozen en werd de liberaal Stéphane Mineur verslagen door de katholiek Louis de Baré de Comogne
    - In Neufchâteau (1) raakte de liberaal Charles Bergh niet herverkozen, hij werd verslagen door de katholiek Edmond van der Linden d'Hooghvorst
    - In Virton (1) werd de liberaal Philippe Bouvier herverkozen

  - Oostende (1) was voordien veilig liberaal met Jean-Ignace Van Iseghem. Hij was echter in 1882 overleden, waarna de eveneens liberale Charles Janssens werd verkozen. Deze zetel werd nu als competitief gezien, en Janssens werd inderdaad verslagen door de katholiek Louis Carbon.
  - Brussel (16) was voordien veilig liberaal, maar sinds recent competitief. De zestien zittende liberale volksvertegenwoordigers werden verslagen door de lijst van katholieken en onafhankelijken: Henri de Merode-Westerloo, Jean Bilaut, Jules de Borchgrave, Charles Delebecque, Jules Desmedt, Léon de Somzée, Adrien d'Oultremont, Jean Merjay, Louis Systermans, Etienne Henrard, Eugène Parmentier, Ernest Slingeneyer, Charles Simons, Gustave Van der Smissen, Eugène Stroobant en Julien Renson

Op 16 juni 1884 werd de katholieke regering-Malou II samengesteld.
Op 8 juli 1884 werden, samen met de senaatsverkiezingen, enkele buitengewone verkiezingen voor volksvertegenwoordigers gehouden:
- De volgende net benoemde ministers werden herverkozen als volksvertegenwoordiger voor hun respectieve arrondissement: Jules Malou in Sint-Niklaas, Charles Woeste in Aalst, Victor Jacobs in Antwerpen, Jules Vandenpeereboom in Kortrijk, Auguste Beernaert in Tielt en Alphonse de Moreau in Namen
- In Namen werden daarenboven nog twee volksvertegenwoordigers gekozen. Van de vier in juni verkozenen nam Paul de Bruges de Gerpinnes immers ontslag omdat hij zich bij de senaatsverkiezing verkiesbaar stelde en werd Charles de Montpellier tot provinciegouverneur van Namen benoemd. Auguste Doucet de Tillier en Ernest Mélot werden nieuw verkozen.
- Alfred Ronse werd verkozen tot volksvertegenwoordiger voor het arrondissement Brugge ter vervanging van de net verkozen Léon Ruzette, die provinciegouverneur van West-Vlaanderen wordt

Bijgevolg wonnen de katholieken 27 Kamerzetels: zestien in Brussel, vier in Nijvel, twee in Namen, één in Philippeville, één in Antwerpen, één in Oostende, één in Neufchâteau en één in Brugge.

## Senaat
De Senaat werd volledig herverkozen op 8 juli 1884 ten gevolge van zijn ontbinding.
Zie Samenstelling Belgische Senaat 1884-1888 voor de verkozenen.